# Laka (Göttin)
Laka ist in der polynesischen Mythologie, speziell auf Hawaiʻi, die Göttin der Musik, des Tanzes, des Regens und die Patronin der Hula-Tänzer. Laka ist auch die heilige Wächterin des Sonnenscheins und der Natur. Laka ist die Tochter oder Schwester von Kapo und die Frau von Lono.

## Beispiel Hawaii
Laka wird auf Hawaii als Göttin des Hulatanzes und des Waldes verehrt. In anderen Überlieferungen ist Laka ein männlicher Gott des Hulatanzes, der wiederum als Erscheinungsform von Lono angesehen wird. Im traditionellen Hālau werden Laka auf einem Altar oder in einer Zeremonie Pflanzen und andere Gaben dargeboten. Nach der hawaiischen Überlieferung kam der traditionelle Hulatanz durch zwei Geschwister auf die Inseln, die beide den Namen Laka trugen. Dabei handelte es sich um eine Frau und einen Mann und einige Legenden bringen Laka mit der Fruchtbarkeit und Schwängerung in Verbindung, so dass sie auch als Göttin der Liebe bezeichnet wird. Der Name Laka bedeutet „sanft, fügsam, angezogen sein, anziehend“. Es gibt traditionelle Lieder, in denen Laka sowohl um Liebe als auch um Reichtum gebeten wird. Zudem gibt es einen Sagenhelden, der ebenfalls den Namen Laka trägt und als Sohn der Göttin Pele und ihres Gatten Wahieloa nach Hawaii kam.

## Verbreitung und Formen
Laka ist in ähnlichen Formen ebenfalls in der Überlieferung der Völker von Tonga, hier unter dem Namen Lasa, bei den Māori als Rātā, auf Samoa als  Lata und auf den Marquesas-Inseln als Aka bekannt.
1. Ku-ka-ohia-Laka, ist der männliche Patron des Hulatanzes
2. Laka ist die Göttin des Wachstums des Waldes
3. Laka ist der Sohn von Wahieloa
4. Laka als Schwester von Pele oder Kapo